# JNR série 211
Pour les articles homonymes, voir Série 211.
La série 211 (211系, 211-kei) (211けいでんしゃ/211 keidensha ou 211系電車) est un type de rames automotrices électrique fonctionnant sous 1.5kV continu, utilisées pour les services de banlieue et périurbains japonais, introduites en 1985 (Shōwa 60) par la JNR, et actuellement encore exploitées dans la région du Tōkai et du Kantō par la JR East, et la JR central (Tokai).

## Histoire
Cette série a été développée pour remplacer les séries obsolètes 111, 113 et 115 en tant que train de banlieue entièrement nouveau.
Elle utilise une carrosserie légère en acier inoxydable, une structure de bogie simple sans traversin, le freinage par récupération associé au contrôle par résistance (associé avec une auto-excitation des moteurs), moins cher que le contrôle par hacheurs, un frein à commande électrique très réactif. De nouvelles innovations telles que des dispositifs électroniques de surveillance ont été adoptés pour économiser de l'énergie et réduire les coûts de maintenance. Néanmoins, ces systèmes ont été adoptés pour la première fois dans les trains de banlieue de la série 205 (quelques mois plus tôt), mais ils ont été développés à l'origine en pensant aux « trains de banlieue de nouvelle génération ». Ces systèmes ont également été adoptés dans de nombreux nouveaux véhicules JR après la privatisation.
En améliorant la puissance des moteurs, et par conséquent la puissance par motrice, le ratio de motrices a été réduit et la configuration 2M3T peut être utilisée normalement même sur des pentes allant jusqu'à 25 ‰, la conception du train visant même à réduire les coûts de fabrication et d'exploitation. En conséquence, la formation 2M3T (à 5 voitures) a des performances de fonctionnement égales ou supérieures à celles de la formation 2M2T (à 4 voitures) des séries 113 et 115.
Durant l'ère JNR, un total de 258 voitures ont été fabriquées, 250 pour la zone métropolitaine de Tōkyō (6 formations de base et 5 formations supplémentaires pour la ligne Tōkaidō, et 33 formations à 5 voitures pour la ligne Tōhoku/Takasaki) et 8 dans la région de Nagoya. Après la scission et la privatisation, 325 voitures ont été fabriquées par JR East, 242 par JR Central et 2 par JR West, pour un total de 569 voitures. Un total de 827 voitures de type 211-0 ont été fabriquées. Plus tôt, la JR East a fait construire 34 voitures vertes à deux étages (Bi-level de type Salo 124 et Salo 125) qui ont été insérées initialement dans les formations de la série 113 sur la Tōkaidō line puis plus tard, après livraisons des séries 211, ont été incorporées dans cette série.

## Description
Nous décrierons ici les caracteristiques communes a toutes les versions

### Extérieure
La carrosserie a la structure de base d'un train de banlieue JNR avec 3 portes doubles par face. La largeur de la carrosserie entre les panneaux extérieurs a été augmentée pour la première fois, passant de 2 900 mm à 2 950 mm, et le galbe a été élargi. La serie 211 cumule, dès la conception, les caractéristiques des zones chaudes et les conceptions contre les régions froides qui étaient d'autant de versions différentes pour les Série 113 et 115.
La forme de la façade/nez est très conventionnelle, droite, avec une porte centrale permettant l'interconnexion entre les trains(le poste de conduite est sur le côté gauche). Comme la série 205, la zone autour des vitres avant est peinte en noir, mais la série 211 (sauf rares exceptions) utilise du FRP pour l'ensemble du nez du train, qui n'était utilisé avant que pour les bords, et est maintenant en FRP de couleur blanche. Il est recouvert de matériaux pour créer une impression de légèreté. Cette forme de façade est également utilisée dans la série 415-1500 et les nouveaux modèles après privatisation (série 719 et JR Shikoku 6000).

### Intérieure
Les sièges des séries 211-0 et 211-1000 utilisent les mêmes sièges transversaux qu'auparavant, mais des sièges longitudinaux furent installés sur les séries 211-2000, 3000, 5000 et 6000 pour faire face aux charges et aux trains bondés. Le siège transversal et le siège longitudinal sont de type baquet, le siège transversal conservant son espacement de 1 490 mm pour augmenter l'espace et la largeur du couloir, et le siège long augmentant la largeur par personne. De plus, les voitures à sièges semi-croisés(transversaux) avaient également des sièges longitudinaux aux extrémités, similaires à la série 415-700, pour réduire les encombrements près des portes.
À l'époque des chemins de fer nationaux japonais (JNR), seuls les formations supplémentaires étaient équipés de sièges longs, mais après la division et la privatisation des chemins de fer nationaux, les sièges longitudinaux sont devenus la norme pour les trains produits après.

### Caracteristiques techniques
Le moteur électrique principal des motrices MM' de cette série utilise le type MT61, qui a été développé initialement pour la série 713. La puissance nominale est la même que celle du type MT54 qui a été largement utilisé dans le passé, et le couple dans la plage de rotation basse est le même que le MT58 pour la série 381,mais est plus fort. Le rapport de démultiplication choisi est plus grand que celui des trains de banlieue conventionnels, la vitesse nominale ayant été fixée à 46,0 km/h, soit 6,5 km/h de moins que les séries 113 et 115, de sorte que la force de traction par unité a augmenté de plus de 10 %, passant de 6 690 kgf à 7 580 kgf. D'autre part, les performances à grande vitesse ont été assurées en augmentant la vitesse de rotation autorisée et en augmentant le taux d'affaiblissement de champ maximum à 35 %. C'est grâce à ces facteurs que même la formation 2M3T peut démontrer des performances de course supérieures à celles des formations 2M2T des séries 113 et 115.
Le moteur principal des motrices 1M (dans les formations à 2 voitures 1M1T) est du type MT64, avec une tension nominale aux bornes de 750 V, deux fois celle du type MT61, et un courant nominal de 180 A, la moitié de celui du MT61. Les caractéristiques de vitesse sont aussi proches que possible du type MT61. Ce système a ensuite été adopté pour la série 213. Lorsque la série 213 était en test sur la ligne rapide Yokosuka/Sobu, on a réalisé que les performances de fonctionnement étaient insuffisantes avec le rapport MT de 2:3 (6M9T dans un train de 15 voitures). la serie 213 avait été développé pour équilibrer le coût de l'augmentation du nombre de véhicules électriques et, dès le début, il a été supposé qu'il serait utilisé en conjonction avec le système d'unités MM' (2 motrices supportant à deux l'ensemble des composants nécessaires, pour réduire le poids par motrice).
Le contrôleur principal est le type CS57A, qui est le type CS57 de la série 205 avec une fonction de freinage de retenue ajoutée. Les freins de retenue sont activés à des vitesses supérieures à 40 km/h.
Le frein électrique effectue un freinage régénératif à l'aide d'un dispositif d'excitation. Une force de freinage régénérative constante est assurée en contrôlant le courant de champ pour qu'il soit faible et le courant du circuit principal fort dans la plage de vitesse élevée, et à mesure que la vitesse diminue, le courant de champ est renforcé et le courant du circuit principal est réduit. Lors de l'application des freins à des vitesses supérieures à 78 km/h, les moteurs électriques sont connectés en parallèle, et lors de l'application des freins à des vitesses inférieures à 78 km/h, ils sont connectés en série pour commencer le freinage par récupération. S'il commence par une connexion en parallèle, il passe à une connexion en série à environ 60 km/h, mais comme il n'est pas possible de réduire soudainement de moitié la tension aux bornes lors de la commutation, le circuit est commuté en insérant une résistance, puis la résistance est supprimée.

## Formations
La logique suit la coutume du passé. Ce modèle a été fabriqué à l’ère JNR, il en conserve les regles et principes d'organisation. De plus, sur la base des normes de la ligne Tōkaidō, les véhicules seront orientés de façon que les nombres impairs (nord/est) soit du côté de la gare de Tokyo et les nombres pairs (sud/ouest) du côté de la gare de Kobe.

### Format type JNR
- Kumoha type 211 (Mc)

Il s'agit d'une motrice avec cabine numérotée en nombres impairs (nord/est), assemblée en une unité MM' avec la Moha 210. Elle est équipée d'un pantographe, d'un moteur principal et d'un contrôleur principal. La JR Central a produit la série 221-5000, dont la série 5600 avait une partie de montage du pantographe avec une structure de toit basse et une hauteur de travail minimale pour permettre l'entrée dans les tunnels.
- Moha type 211 (M)

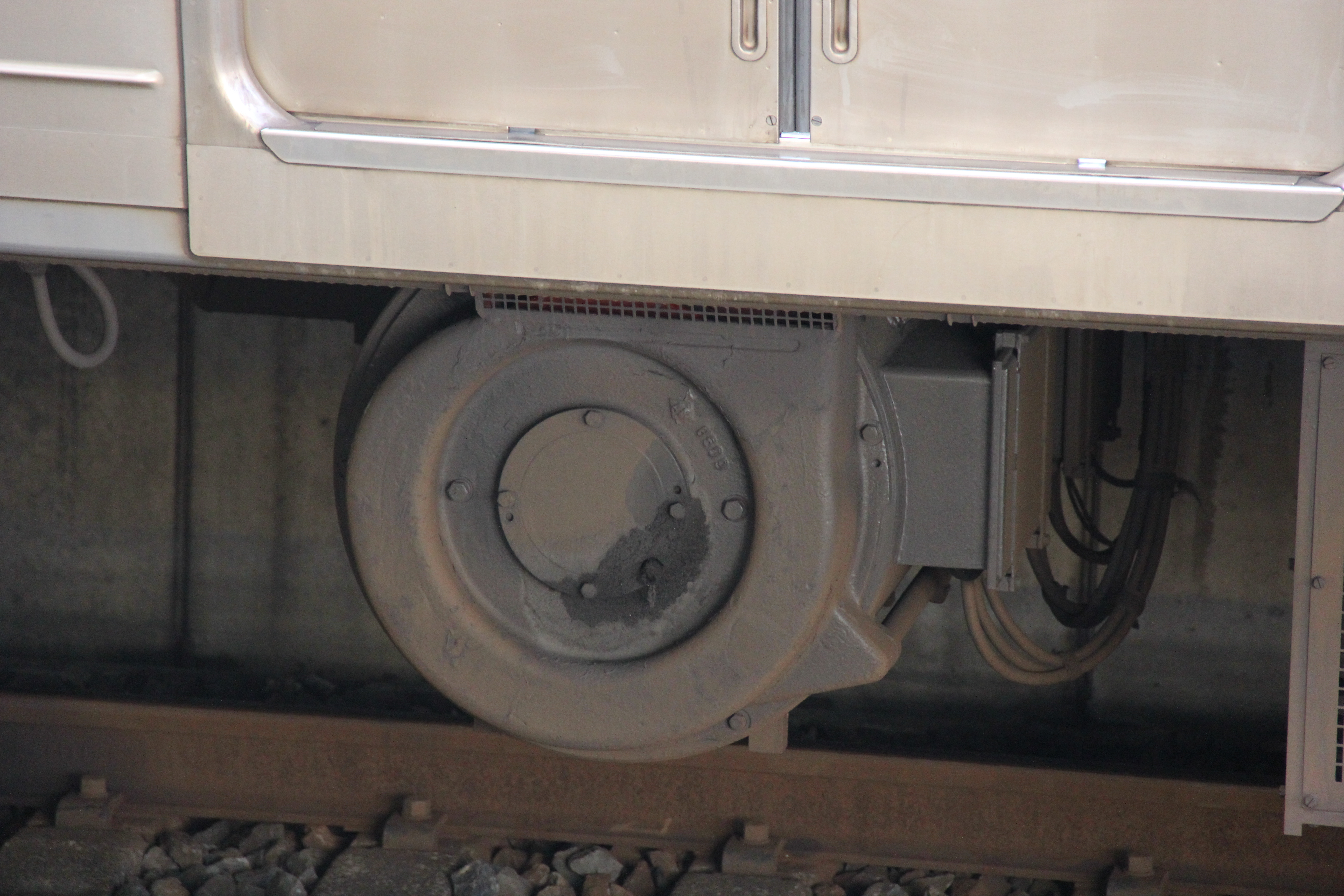
Moteur générateur (MG) de la de Moha 210-3007 (JR East)

Il s'agit d'une motrice intermédiaire qui forme une unité MM' avec la Moha 210. Elle est équipée d'un pantographe, d'un moteur électrique principal et d'un contrôleur principal.
- Moha type 210 (M')

Il s'agit d'une motrice intermédiaire qui forme une unité MM' avec les Kumoha 211 ou Moha 211. Elle est équipée d'un moteur-générateur/convertisseur statique (MG) et d'un compresseur d'air (CP). La série 211-5000 est équipée d'un convertisseur DC-DC (Onduleur statique) à la place du MG.
- Type Kuha 211 (Tc)

Il s'agit d'une remorque d'extrémité avec cabine, numérotée en nombres impairs (nord/est). Les toilettes sont installées du côté opposé à la cabine de conduite, près de l'intercirculation, et le siège en face de l'entrée des toilettes est un siège transversal. Comme le type Moha 211, ce type n'existait que dans les séries 211-0 et 211-2000.
- Type Kuha 210 (Tc')

Il s'agit d'une remorque d'extrémité avec cabine, numérotée en nombres pair (sud/ouest). Les toilettes sont installées du côté opposé à la cabine de conduite, près de l'intercirculation, et le siège en face de l'entrée des toilettes est un siège transversal.
- Saha 211 type (T)

Une remorque intermédiaire. Elle ne possède rien de particulier, sa configuration changeant entre sièges transversaux sur les premières version -0 à -2000 puis longitudinaux pour les suivantes.
- Salo type 211 (Ts)

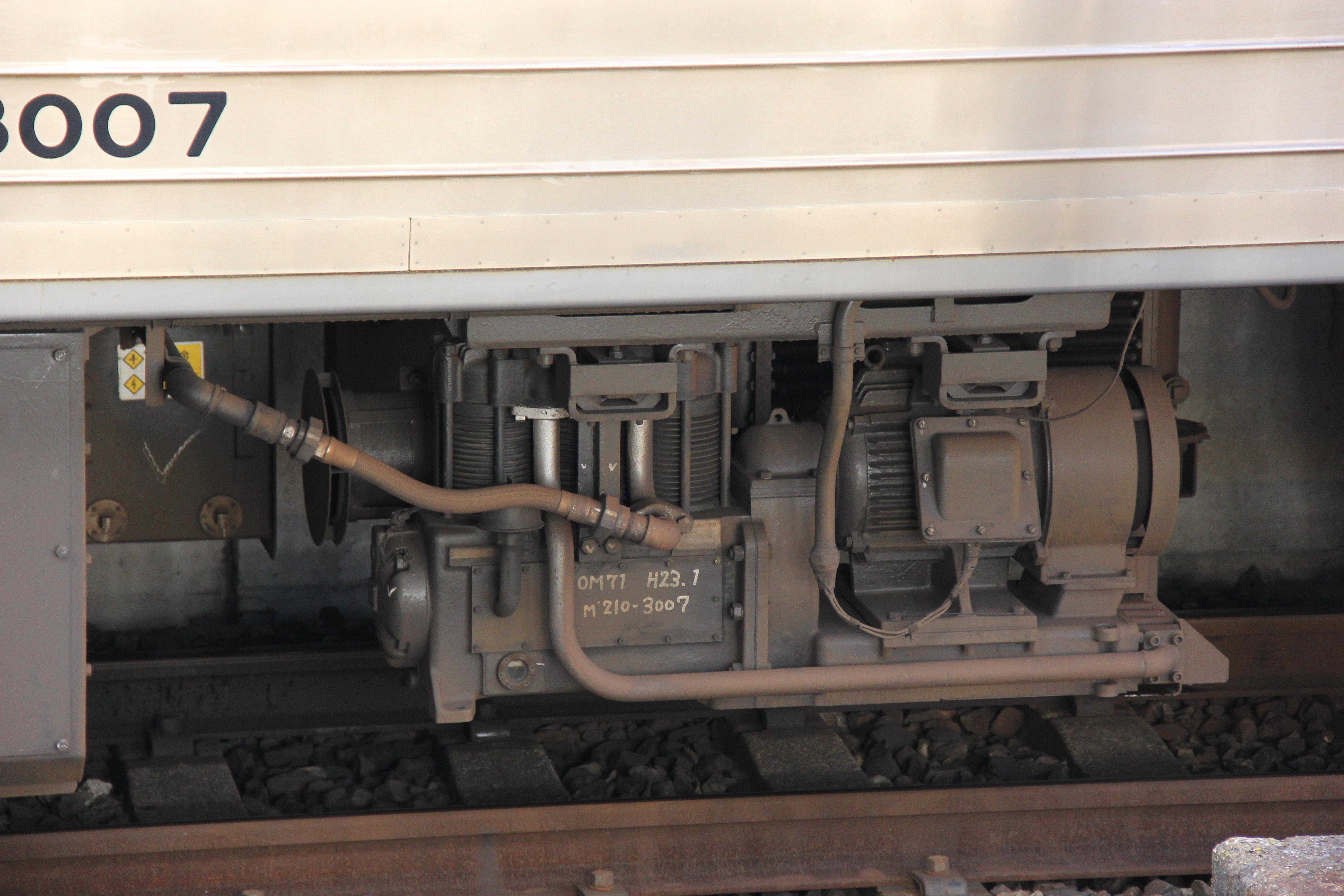
Compresseur d'air de la Moha 210-3007 (JR East)

Une voiture verte "Bi-level" (à 2 niveaux) qui est une remorque. Des toilettes sont installées sur les côtés pairs (sud/ouest), et un réservoir d'eau est installé sous le plancher. Initialement, il était associé au type Salo 210, mais après la privatisation, il a été recombiné pour être associé au type Salo 212 nouvellement fabriqué. Plus tard, lorsqu'il fut modifié pour circuler sur la ligne Takasaki, il fut construit à l'épreuve du froid et de la neige et fut renuméroté série 211-1000.
- Salo type 210 (Ts')

Une voiture verte (green car / 1re classe) "Bi-level" (à 2 niveaux) qui est une remorque. La salle du chef du train et la salle de l'équipage sont situées du côté des nombres impairs (nord/est). Initialement, il était associé au type Salo 211, mais après la privatisation, il a été recombiné pour être associé au type Salo 213 nouvellement fabriqué. Plus tard, lorsqu'il fut modifié pour circuler sur la ligne Takasaki, il fut construit à l'épreuve du froid et de la neige et fut renuméroté série 211-1000.

### Format type JR
- Kumoro type 211 (Msc)

Il s'agit d'une motrice verte (green car / 1re classe) avec cabine de conduite qui est exploitée en combiné avec le modèle Moro 210 fabriqué par JR West pour le train "Super Saloon Yumeji". Elle est équipée d'un pantographe, d'un moteur de traction et d'un contrôleur principal. La carrosserie de la voiture est en acier ordinaire et non en acier inoxydable.
- Moro type 210 (Ms')

Il s'agit d'une motrice intermédiaire verte (green car / 1re classe), qui est exploitée en combiné avec le modèle Kumoro 211, fabriqué par JR West pour le « Super Saloon Yumeji ». Elle est équipée d'un onduleur statique (SIV) et d'un compresseur d'air. Comme la Kumoro 211, la carrosserie de la voiture est en acier ordinaire.
- Salo 213 type (Tsd)

Une voiture verte (green car / 1re classe), "Bi-level" (à 2 niveaux), qui est une remorque, fabriquée par JR East. Il s'agit du premier véhicule à deux étages à apparaître sur des lignes à voie étroite au monde (à confirmer). Il y a des toilettes côté Kobe (sud). La plupart d'entre eux étaient couplés au type Salo 210. Il existe également des voitures modifiées de la série 113.
- Salo type 212 (Tsd')

Une voiture verte (green car / 1re classe), "Bi-level" (à 2 niveaux), qui est une remorque, fabriquée par JR East. Il apparaît en même temps que le type Salo 213. La salle du chef de train et la salle de l'équipage sont situées côté Tokyo (nord). La plupart étaient associées au type Salo 211. Il existe également des voitures modifiées de la série 113.

## Variantes
Détails sur les paragraphes correspondants
- series 211-0 Version originelle avec sièges transversaux
- series 211-1000 Version climat froid avec sièges transversaux
- series 211-2000 Version simplifiée avec sièges longitudinaux.
- series 211-3000 Version climat froid avec sièges longitudinaux.
- series 211-5000 (version JR Central)
- series 211-6000 (version JR Central avec 1 motrice par formation)
- Joyful Train (JR West version)

## Affectations

### Séries 211-0, 211-2000
- Ligne Tōkaidō  et ligne Itō (JR East) : Tokyo – Numazu/Ito (de 1986 - à Avril 2012)
- Ligne Tōkaidō (JR Central) : Hamamatsu – Maibara.
- Ligne Chūō (JR Central) : Tachikawa – Shiojiri
- Ligne Shinonoi : Shiojiri – Shinonoi
- Ligne Shin'etsu : Shinonoi – Nagano

| Série 211-0 aux couleurs JNR |  | Série 211-0 sur la ligne Tokaido |  | Interieur |
| Série 211-0 aux couleurs JNR |  | Série 211-0 sur la ligne Tokaido |  | Interieur |

### Séries 211-1000, 211-3000
- Ligne principale Tōhoku : Oyama – Utsunomiya[4]
- Ligne Takasaki : Ueno - Takasaki (1986 - Mars 2014)
- Ligne Ryōmō : Takasaki – Oyama
- Ligne Shin'etsu : Takasaki – Yokokawa
- Ligne Ōito : Matsumoto –Shinano-Omachi
- Ligne Chūō (JR Central) : Tachikawa – Shiojiri/Shiojiri – Nakatsugawa
- Ligne Shinonoi : Shiojiri – Shinonoi
- Ligne Shin'etsu : Shinonoi – Nagano
- Ligne Sōbu : Chiba – Chōshi (via Yachimata) (fin en 2012)
- Ligne Narita : Chiba – Chōshi (via Narita) (fin en 2012)
- Ligne Kashima : Sawara – Kashima-Jingu (fin en 2012)
- Ligne Tōgane  (fin en 2012)
- Ligne Uchibō : Chiba – Awa-Kamogawa (via Kisarazu)  (fin en 2012)
- Ligne Sotobō : Chiba – Awa-Kamogawa (via Katsuura) (fin en 2012)
- Ligne Iida
- Ligne Agatsuma
- Ligne Jōetsu : Takasaki - Minakami

| Série 211-3000 formation A37 |  | Série 211-3000 couleur Nagano |  | Série 211-3000 couleur Bōsō |
| Série 211-3000 formation A37 |  | Série 211-3000 couleur Nagano |  | Série 211-3000 couleur Bōsō |

### Séries 211-5000, 211-6000
- Ligne Tōkaidō (JR Central) : Atami – Toyohashi
- Ligne Chūō (JR Central) : Nagoya –Nakatsugawa
- Ligne principale Kansai : Nagoya – Kameyama
- Ligne Gotemba : Kōzu – Numazu
- Ligne Minobu : Fuji – Nishi-Fujinomiya
- Ligne Aichi Loop : Kozoji – Setoguchi
- Sangi Railway : Ligne Sangi
- Ryutetsu fin 2025[5]

|                              |  |           |
| Série 211-5000 formation K18 |  | Interieur |

### Train Joyfull
Super Saloon Yumeji : 3 voitures issues d'une modification de series 211 et 213 qui sont entrées en service en 1988, et ferraillées en mars 2010. Opérées par JR-West et basées au dépôt d'Okayama.
|            |  |           |
| Kumoro 211 |  | Interieur |

## Séries 211-0/1000/2000/3000
Ce sont les modèles de base de la série 211. Il s'agit de voitures aux spécifications pour les régions chaudes dont pour la ligne Tōkaidō. La série 211-0 ayant des sièges transversaux et la série 211-2000 ayant des sièges longitudinaux, à l'exception de la zone en face des toilettes. Ces séries ont été introduites dans la région de Tokyo et dans la région de Nagoya.

### Pour la region de Tōkyō
À l'époque de la JNR, il y avait 6 formations de base de 10 voitures (série 211-0) (Tc-T-M-M'-T-Ts-Ts'-M-M'-Tc') et 5 formations supplémentaires de 5 voitures (série 211-2000) (TcTMM'Tc'), exploitée sur la ligne Tōkaidō. Au total, 85 voitures ont été fabriquées et placées dans le district ferroviaire de Tamachi (plus tard Tamachi Rolling Stock Center). L'exploitation commerciale a commencé le 3 mars 1986, au moment du changement des horaires.
Traditionnellement, les voitures vertes étaient généralement équipées de toilettes, et d'une salle pour le chef du train (un exemple : Salo 110-1200 ). Il est exploité en combinaison avec le type Salo 210, qui est équipé uniquement d'une salle du chef de train. L'espacement des sièges est toujours de 970 mm, mais profitant du fait que la carrosserie est plus large qu'auparavant, la largeur du siège a été augmentée à 475 mm (le modèle précédent était de 450 mm) tout en conservant une largeur d'allée de 600 mm.
Lors de son introduction, il était permis de fumer sur la ligne Tokaido, sauf entre la gare de Tokyo et la gare de Hiratsuka, c'est pourquoi des cendriers ont été installés dans chaque train, y compris dans les voitures à sièges longitudinaux (à l'exclusion des voitures non-fumeurs). Cependant, avec l'expansion ultérieure des zones non-fumeurs, toutes les voitures sont devenues non-fumeurs et les cendriers ont été supprimés. Les voitures vertes à deux étages mentionnées ci-dessous ont été initialement présentées comme des voitures non-fumeurs, donc les cendriers n'ont pas été installés dès le début.
De 1988 à 1991, JR East a augmenté sa flotte pour atteindre un total de 125 voitures, composées de 8 formations de base et de 9 formations supplémentaires. Auparavant, les voitures à sièges longitudinaux (série 211-2000) n'étaient disponibles que dans des formations supplémentaires, mais plus tard des formations de base de type 211-2000 sont construites (a sièges longitudinaux). À partir de 1989 certaines modifications ont été faites :
- Fenêtre de séparation agrandie derrière le siège du conducteur.
- Le porte-bagages à l'intérieur de la voiture a été modifié d'un type de support en treillis métallique à un type en barres parallèles[7]. La sortie de la climatisation (flux de ligne) est passée d' une forme en aluminium à un produit moulé en FRP.
- En considération des améliorations futures de la vitesse, un socle de montage d'amortisseur de lacet a été pré installé sur les bogies.
- Changement du dispositif de déshumidification du compresseur d'air.
- Des travaux de préparation pour l'installation de l'ATS-P ont été effectués, et sur le tableau de bord de la cabine du conducteur, un voyant lumineux a été incorporé.
- Le couvercle d'inspection du moteur principal sur le plancher de l'habitacle des motrices a été supprimé.

Afin d'augmenter la capacité des voitures vertes a 2 niveaux (construite avant les séries 211), elles ont été remplacées par des types Salo 213 et 212 toujours à deux étages. Avant, seule une voiture Bi-level était incorporée dans les formations, associée à une voiture green car à 1 niveau. Pour la première fois, il s’agissait de deux voitures vertes à deux étages reliées entre elles.
Les toilettes de type Salo 213, sont passées du style japonais, aux toilettes de style occidental de la série 651, introduites à peu près à la même époque. La porte à l’entrée des toilettes était à l’origine une porte pliante, mais a ensuite été transformée en porte coulissante extérieure.
Ces dernières années, les sangles des sièges prioritaires ont été remplacées par des sangles de type E233, la sellerie moquette des sièges qui a été changée lors des inspections, est passée de la couleur Suo d'origine à un motif bleu-vert.
À l'automne 2011, la série E233-3000 a commencé à être introduite au dépôt de Tamachi (Tamachi Rolling Stock Center), et en raison des livraisons suivantes et de l'expansion de la série E233 sur la ligne, l'exploitation régulière de la série 211 a pris fin le 23 avril 2012 terminant le renouvellement du matériel roulant (initié par les E231-1000),. Une fois le remplacement terminé, un train spécial a été exploité entre la gare de Tokyo et la Gare d'Izukyū Shimoda sur la Ligne Izu Kyūkō les 12 et 13 mai de la même année pour commémorer la fin de l'exploitation commerciale.

### Pour la région de Nagoya
Lorsque l'horaire général a été révisé en novembre 1986, un an avant la privatisation de JNR, la série 117 est passée de trains à 6 voitures à des trains à 4 voitures dans la région de Nagoya, augmentant ainsi le nombre de trains rapides sur la ligne Tokaido. À cette époque, deux trains de 4 voitures de la série 211-0 (McM'TTc') étaient fabriqués par Kawasaki Heavy Industries pour compenser le manque de trains supplémentaires (les fameuses 8 voitures produites en 1986). Après la privatisation, elle a été héritée par JR Tokai/Central. Elles sont les seules huit caisses de type 211-0 appartenant à JR Tokai qui sont des voitures avec sièges transversaux. De plus, elles sont les seules à avoir des Kumoha 211-0.Les series 211-2000-5000-6000 n'en ni l'un ni l'autre.
Lors de son apparition, contrairement aux modèles circulant dans la région de Tokyo, l'attelage électrique et le dispositif de déconnexion automatique de la voiture de tête n'étaient pas installés (ils étaient équipés d' une fiche de démarrage). Par conséquent, les caractéristiques autour de la jupe étaient différentes de celles des véhicules de tête de la région de Tokyo. La livrée était basée sur une bande bleue et blanche (couleur initialement prévue pour JR central avant la privatisation, mais elle reviendra in fine a la JR West), ce qui était une couleur unique.Par la suite, JR Tokai/Central, qui a repris la formation, a changé sa couleur en orange, et donc en 1988, elle a été remplacée par la bande de couleurs Shōnan. Parallèlement, des couplages électriques et des dispositifs de déconnexion automatique ont également été installés (en 1999).
Dans une perspective d'amélioration du service, la position de montage de l'interrupteur du conducteur a été modifiée et la lunette arrière de la cabine du conducteur a été agrandie.
|              | ← Okazaki Ōgaki → |          |          |           |
|              |                   |          |          |           |
|              |                   |          |          |           |
| Voiture no . | 1 <>              | 2        | 3        | 4         |
| Désignation  | Mc                | M'       | T        | Tc'       |
| Numérotation | Kumoha 211        | Moha 210 | Saha 211 | Kuha 210  |
| Equipement   | Cont              | CP-MG    |          | toilettes |
| Poids        | 36t               | 34.9t    | 23.9t    | 26.8t     |

#### Modification
Initialement, la girouette affichait uniquement le type de train, tel que « Regulier » ou « Rapid », mais à partir de 1990, lorsque les trains locaux ont été ajoutés, il a été modifié pour afficher en plus la destination (Ecrit en Rōmaji et en kanjis).
En 1999, un grand nombre de séries 313 ont été affectées à la ligne principale Tōkaidō (Secteur JR central), et avec le passage à une horaire pour grande vitesse, des modifications ont été apportées pour augmenter la vitesse maximale à 120 km/h. En plus de l'installation d'un amortisseur de lacet sur le bogie et de l'augmentation de la pression de freinage, la girouette latérale a également été remplacée par une girouette double indiquant le type de train (Local, Rapid, etc..) et de la destination, similaire à la série 311. En 2000, les numéros d'immatriculation à l'intérieur et à l'extérieur des voitures ont été supprimés. En 2005, un carillon de porte a été installé et un nouvel espace UFR a été ajouté dans la Kuha 210 pour rendre le train accessible aux personnes à mobilité réduite. De plus, le pantographe à losange a été remplacé par un modèle de pantographe à un bras. Un capot antichute a été installé et des poignées supplémentaires ont été ajoutées sur le nez.

#### Opération JR Central
Lorsqu'elles était neuves, les série 211 était garées dans le district ferroviaire de Shinryo (actuellement le district des véhicules de Jinryo), mais elles n'était en exploitation que sur la ligne principale du Tokaido, et ne circulait sur la ligne principale de Chūō que pour les hauts-le-pied. En 1989, l'exploitation commerciale sur la ligne Chūō commençait occasionnellement. En 2010, les rames 211-0 et 211-2000 ont déménagé dans le district ferroviaire d'Ogaki (actuellement le district des véhicules d'Ogaki).
Lorsque l'horaire a été révisé en prévision de l'ouverture de la gare de Kanayama en juillet 1989, les série 211-0/2000 ont été utilisées comme nouveau train rapide, aux côtés des séries 311 et 117. En raison de l'ajout de nouvelles rames de série 311 dans la révision des horaires de l'année suivante, les séries 211 se sont retirées du nouveau service rapide après moins d'un an d'exploitation. Néanmoins de 2000 à août 2006, lorsque la série 313-5000 a été introduite, un unique nouveau service rapide a été créé et était opéré les samedis et jours fériés par des séries 211.
Depuis 2007, Les série 211 sont principalement exploitées comme train local entre la gare de Kakegawa, la gare de Hamamatsu et la gare de Toyohashi sur la ligne Tōkaidō, avec parfois quelques opérations en UM avec la série 311.Plus tard, avec la révision des horaires de mars 2011, les série 211 ont été exploitées principalement entre la gare de Toyohashi, la gare d'Okazaki et la gare de Gifu (Ligne Tōkaidō). Il sera ensuite principalement utilisé pour les trains locaux entre la gare d'Ōgaki et la gare de Maibara (Ligne Tōkaidō), avec la recréation d'un service Rapid. A ce moment, son exploitation à l'est de la gare de Toyohashi a disparu (du côté de Shizuoka ou régnaient les séries 311).
En septembre 2011, elles ont été de nouveau transférées au district de matériel roulant de Jinryo et ont commencé à être utilisées pour les trains de la pointe du matin et du soir sur la ligne principale du Kansaï. Jusqu'à la révision des horaires de mars 2014, la ligne principale de Chūō effectuait un aller-retour tôt le matin et le soir en série 211, qui servait également à supprimer le HLP (Haut le pied) vers et depuis le dépôt de Jinryo. Les séries 313-1000 et 313-1100 sont utilisées parfois en UM avec les séries 211.
Chez JR Tokai/Central, de nouvelles série 313 ont été ajoutées de 2010 à 2012, remplaçant la série 117 fabriquée pendant l'ère JNR. En raison de son remplacement par la série 315, l'exploitation des series 211 a pris fin le 6 mars 2022 et ont été envoyées à la ferraille le lendemain.

### Série 211-1000/3000
Basées sur la structure de la série 211-0/2000, il s'agit d'un modèle de série 211 avec des spécifications pour les régions froides, prévue pour être utilisée sur la Ligne principale Tōhoku (à partir de 1990, elle a également été appelée ligne Utsunomiya) et la ligne Takasaki. Elles ont été introduites en remplacement des voitures non climatisées de la série 115. La série 211-1000 est un modèle à sièges transversaux et la série 211-3000 est un modèle à sièges longitudinaux. Elles sont donc équipées d'équipements résistants au froid et à la neige tels que des chasse-neige, des socs, des freins résistants à la neige, des portes semi-automatiques et des chauffages de rail de porte. L'exploitation commerciale a commencé le 18 février 1986, soit avant la série 211-0/2000 mentionnée ci- dessus (elles sont entrées en mars 1986).
Contrairement aux séries 211-0 et 2000 de la ligne Tōkaidō, les formations sont des trains à 5 voitures (2M3T) sans voitures vertes Bi-level exploitées en UM2 ou UM3. Au cours de l'ère JNR, un total de 165 voitures ont été fabriquées dont la moitié en sièges transversaux (série 211-1000). Après la privatisation, seules les voitures à sièges longitudinaux de la série 211-3000 ont été produites, similaires à celles pour la ligne Tōkaidō. À l'époque de la JNR, il était prévu de former un train de 15 voitures avec une formation à 5 voitures de la série 211-1000 et deux formations de 5 voitures de la série 211-3000.
La nouvelle disposition est que toutes les voitures de la série 211-1000 sont situées dans le district ferroviaire de Shin-Maebashi (actuellement Takasaki Rolling Stock Center), et la série 211-3000 serait en partie basée à Shin Maebashi et en partie basées dans le district ferroviaire d'Oyama (actuellement le centre automobile d'Oyama). Mais depuis 2000, la série E231 nouvellement fabriquée, est basée dans le district ferroviaire d'Oyama, "poussant" les séries 211 à se garer au dépôt de Shin-Maebashi. (certaines d'entre-elles sont ensuite transférées au dépôt de Makuhari). Pour cette raison, les trains arrivant et partant de la gare d'Ueno en séries 211 étaient plus fréquemment exploités sur la ligne Takasaki que sur la ligne Utsunomiya.
Les sangles de siège prioritaires ont été remplacées par des sangles de type E233 dans toutes les rames à partir de 2009.
Semblable à la série 211-0/2000, le tissu de la moquette est passé d'une couleur claire à une couleur vert bleuâtre à partir de l'automne 2008, et le pantographe originel en losange de type PS16 a été progressivement remplacé par un pantographe à un bras de type PS33E.
À partir de 2012, 250 voitures de la série E233 -3000 sont introduites au dépôt de Takasaki. De plus, l'exploitation des rames à 5 voitures entre la gare de Koganei et la gare de Kuroiso sur la ligne Utsunomiya a été remplacée par des série 205-600, qui ont commencé à circuler le 24 août 2013.
En raison de la révision des horaires du 16 mars 2013, le service en série 211 à destination et en provenance de la gare d'Uenō sur la ligne Utsunomiya a pris fin, et avec la révision des horaires le 15 mars 2014, le service en série 211 a été retiré de l'exploitation sur la ligne Takasaki. De plus, parmi les deux trains aller-retour qui relient la ligne Utsunomiya et la ligne Ryōmō, l'un des aller-retour entre la gare d'Oyama et la gare de Kuroiso sur la ligne Utsunomiya est maintenu jusqu'en 2019. En raison de la suppression due à la révision des horaires du 16 mars, l'exploitation régulière des véhicules à 3 portes sur la ligne Utsunomiya (à l'exclusion des trains qui se connectent directement à la ligne Karasuyama) a cessé.
| Série 211-1000 |  | Série 211-3000 rénovée avec un second pantographe |  | Poste de conduite |
| Série 211-1000 |  | Série 211-3000 rénovée avec un second pantographe |  | Poste de conduite |

## Séries 211-5000/6000
Cette série est apparue en 1988 après la création de JR Tokai/JR Central, et en 1991, 242 voitures ont été fabriquées.
Contrairement à la série 211-0/2000 de la JR East, qui est basée sur 2M3T (pour 5 caisses), il s'agit d'une formation basée sur 4 voitures (2M2T) ou 3 voitures (2M1T) avec ratio élevé de motrices.
Parce qu'elles ont été fabriquées sur une longue période, de nombreux changements de spécifications ont été apportés au fur et à mesure de la production.

### Aperçu
Puisqu'il est prévu qu'elles seront utilisées dans les zones métropolitaines de Nagoya et de Shizuoka, toutes auront des sièges longitudinaux pour éviter l'encombrement, et il n'y aura pas de toilettes. De plus, pour tenir compte de la vue depuis l'intérieur du train vers l'avant, la porte avant traversante et la fenêtre du côté passager de la cabine du conducteur ont été agrandies vers le bas, à l'instar de la série 213.
À l’intérieur, le côté cabine de la porte passager est fini avec un placage décoratif et les revêtements de sol sont également avec des couleurs chaudes. Dans les motrices, le couvercle d'inspection du moteur principal au sol a été supprimé et la forme du ventilateur de refroidissement du moteur principal a été modifiée pour rendre l'intérieur plus silencieux, et les sièges ont un rembourrage plus épais que ceux des séries 211-0 et 2000. Le confort d'assise est également amélioré.
De plus, un coupleur électrique type shibata et d'un dispositif de déconnexion automatique sont installés pour permettre des exploitations en UM plus facilement. La forme de la jupe avant est différente de celle de la série 211-0. De plus, des voyants lumineux de fermeture de porte sont installés aux deux extrémités extérieures de chaque véhicule et s'allument lorsque le contrôle des portes est coupé, par exemple lorsque le train est arrêté pendant une longue période. Un haut-parleur de diffusion externe est installé sur le côté du train, et le conducteur peut diffuser en appuyant sur un bouton et en utilisant un microphone. Le bogie est un bogie sans traversin, mais contrairement à celui fabriqué à l'époque du JNR, le dispositif de traction est passé d'un type en caoutchouc laminé à un type à liaison Z, et le nom du modèle a été changé en C-DT56/ C-TR241.
| Interieur série 211-5000 |  | places prioritaires |  | espace UFR et porte |
| Interieur série 211-5000 |  | places prioritaires |  | espace UFR et porte |

| Bogie porteur |  | Bogie moteur |  | Poste de conduite |
| Bogie porteur |  | Bogie moteur |  | Poste de conduite |

L'alimentation auxiliaire a été modifiée du courant alternatif triphasé 440 V de la voiture conventionnelle à 600 V CC, de sorte qu'un convertisseur DC-DC a été adopté à la place du moteur-générateur sans balais, et le système de refroidissement utilise également l'alimentation CC. Le système a été remplacé par deux unités de climatisation contrôlées par inverseur de type C-AU711D-G1. Une fonction de déshumidification est également ajoutée.

### Série 1
En juillet 1988, un total de 34 wagons, 16 voitures en 4 formations de 4 caisses, et 18 voitures en 6 formations à 3 caisses, ont été introduits dans le district ferroviaire de Shinryo et ont commencé à fonctionner sur la ligne principale de Chūō. L'affichage latéral de destination n'est plus un type à papier déroulant, mais un type à LED pour réduire la maintenance. Le japonais et l’anglais ne peuvent pas être affichés en même temps et les deux langues sont affichées alternativement. Les quatre unités étaient également utilisées pour des opérations à grande vitesse.

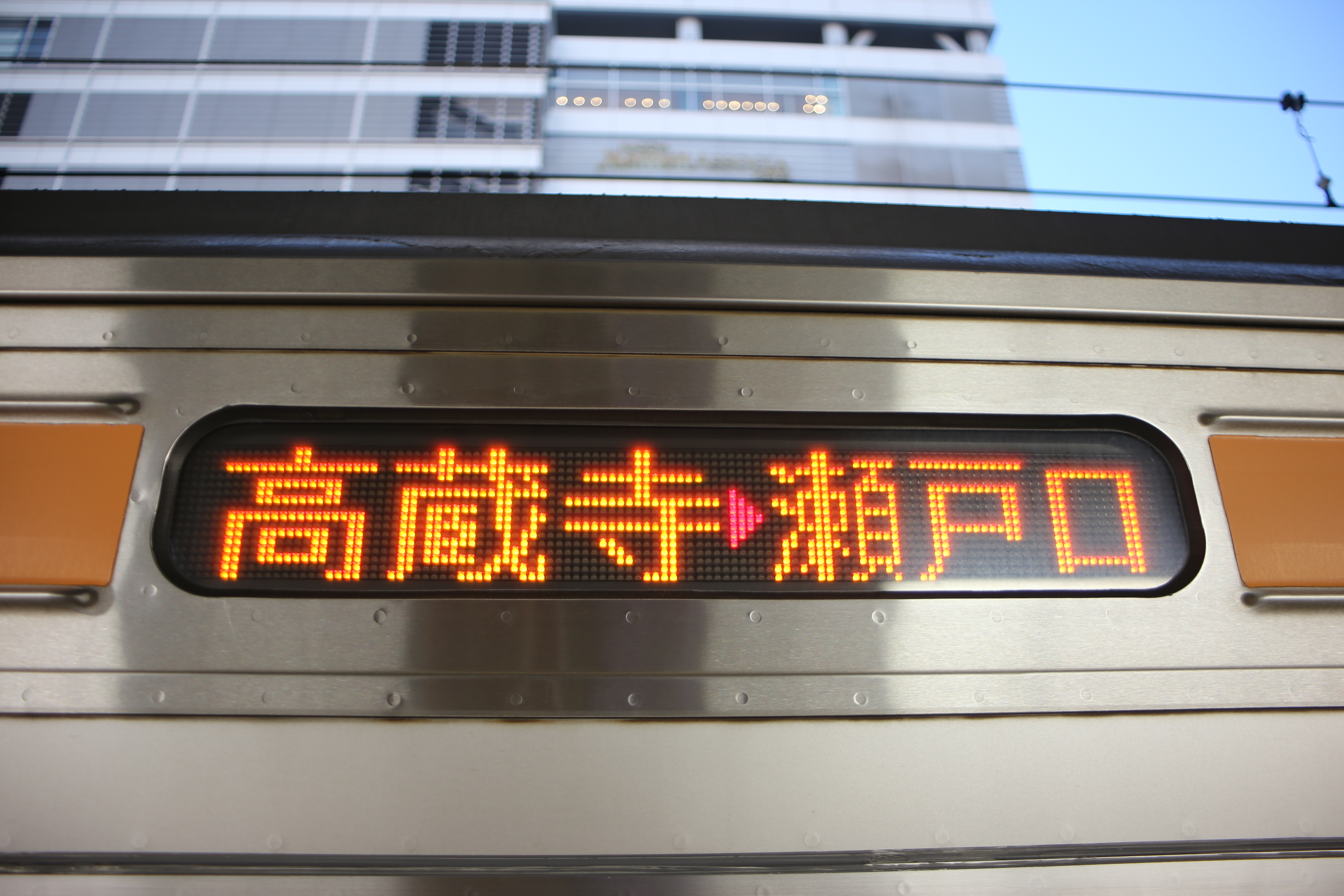
Girouette Led.

### Série 2
Afin de remplacer les séries vieillissantes 103 et 113, et d'augmenter le nombre de trains, à partir de novembre 1988 à mars 1989, un total de 97 voitures (64 voitures en 16 formations de 4 voitures, et 33 voitures en 11 formations de 3 voitures) ont été construites. Elles ont été mises en service et affectées dans la zone ferroviaire d'Ōgaki  pour circuler sur la ligne Tōkaidō.
L'affichage latéral de destination de type LED sur les voitures de première génération avait des difficultés de visibilité, de sorte que les voitures de cette génération ont été remplacées par un affichage de type papier déroulant avec les dimensions inchangées. Le compresseur a également été remplacé par un compresseur de plus grande capacité.

### Série 3
La construction de cette sous-série a commencé en juillet 1989, 51 voitures (soit 17 trains de 3 voitures) ont été fabriquées. On choisit de nommer cette série : 211-5300
Les deux premières sous-séries (ci-dessus) ne disposaient pas de toilettes car ces trains étaient principalement utilisés pour des missions de courtes distances. Mais à mesure que le nombre de trains construits augmentait, les missions "Service Rapid" effectuées par ce modèle de trains sur la ligne principale Chūō augmentaient. En conséquence, les passagers effectuant de longues distances ont commencé à se plaindre du manque de toilettes ce qui a décidé l'installation, dès la conception, de toilettes sur la Kuha 210 (remorque d'extrémité).
Dans le même temps, en prévision de l'exploitation de la ligne principale Chūō au nord de Nakatsugawa et sur la ligne Minobu, où des tunnels étroits existent, la série 211-5600 a été construite. Une partie du toit a été légèrement abaissée sur la Kumoha 211, et un pantographe de Type C-PS24A pour pouvoir passer les tunnels de construction étroite a été installé.
Les 211-5300 sont positionnées et exploitées sur la ligne Chūō et les 211-5600 sont affectées dans le secteur de Shizuoka.

### Série 4
De nouvelles formations à 3 voitures type 211-6000 sont produites avec les spécifications des versions précédentes. Par un jeu de chaises musicales, on prend une voiture sur certaines formations (qui passent à 2 voitures) pour les incorporer aux nouvelles rames produites qui passent à 4 voitures.
Toutes les séries présentées ci-dessus possédaient le même équipement technique, tels le contrôleur principal C-CS59A et le moteur électrique principal C-MT64, permettant d'opérer dans des formations à deux voitures. Quelques modifications techniques mineures ont été faites sur cette nouvelle série.
En mars 1991, 12 nouvelles voitures de la série 211-6000 ont été mises en service dans le secteur de Shizuoka. Les trains de la série 211-6000 ne sont pas adaptés à une utilisation sur la ligne Gotemba et toutes les voitures ont été modifiées pour être principalement utilisées sur la ligne Tokaido..
Modifications techniques après 1995 :
- Des sièges prioritaires seront installés près de la sortie de tous les véhicules.
- Installation d'un auvent antichute.
- Installation de carillons de porte.
- Installation d'un espace UFR dans le Kuha 210.
- Remplacement sur la motrice Kumoha 211 du pantographe en losange par un pantographe à un bras.
- Remplacement du compteur de vitesse de la voiture de tête par un compteur compatible 120 km/h
- Installation ATS-P T en 2010
- Allongement de la jupe (le but semble être d'empêcher les animaux de passer en dessous lors du choc et de protéger le dispositif de sécurité sous le plancher)
- Sangles de siège et moquette de siège prioritaire de couleur orange (identiques à la voiture de la série 313 de 4e génération).

### Super salon Yumeji
La JR West n'a reçu aucune série 211 lors de la privatisation de la JNR, néanmoins elle a fait construire deux voitures spéciales appartenant à la famille de la serie 211 pour le "Joyfull train". C'étaient une voiture de tête et une motrice. "Yumeji" est un terme général désignant la ligne Honshi-Bisan et les lignes Uno entre la gare de Chayamachi et la gare d'Utazu. Il a été fabriqué au moment de l'ouverture de la ligne Seto Ōhashi  et circulait comme un train à trois voitures, les deux voitures spéciales associées à une motrice de la série 213. Les bandes de carrosserie étaient roses ■ et bleues ■. La carrosserie de ces deux voitures était en acier ordinaire pour garantir la rigidité et la solidité de la caisse.
De plus, afin de permettre l'exploitation sur l'ensemble des sections électrifiées à courant continu de JR West, cette formation possède une structure résistante au froid et à la neige et une vitesse de fonctionnement maximale de 120 km/h.
Il a été sélectionné comme Good Design Product (actuellement connu sous le nom de Good Design Award) en 1988.

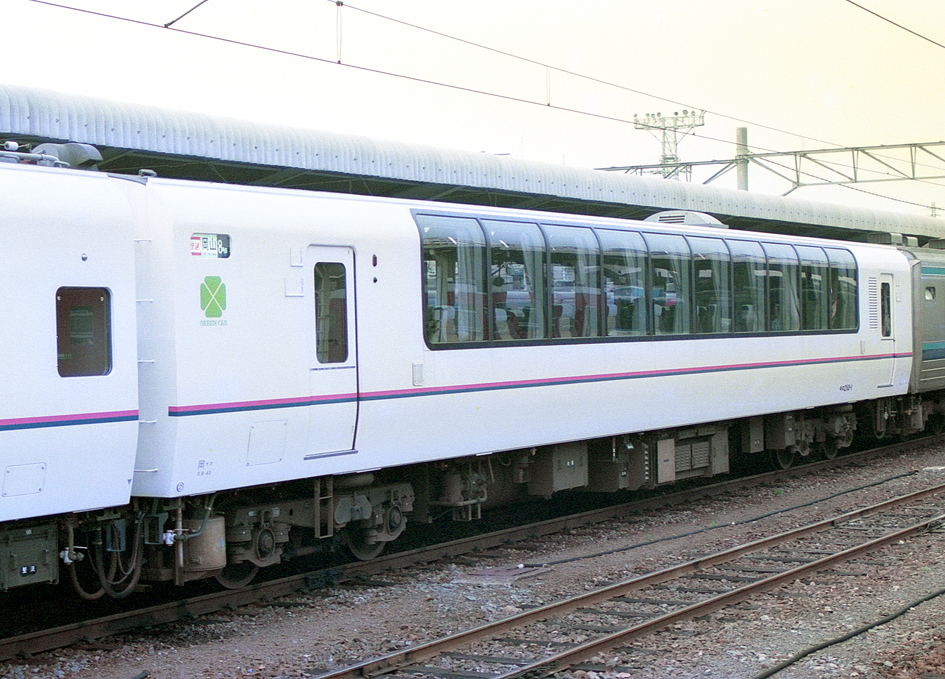
La motrice Moro 210

## Opérations
Les données suivantes sont au 1er octobre 2023, 2025 pour les entreprises privées.

### Centre général des véhicules de Makuhari (Région deBōsō)
- Couleur de la bande ■■

Véhicules affectés : 70 voitures (au maximum)
- Série 211-3000 à 5 voitures, 14 formations soit 36 voitures (M401,405-408,501-509).L'exploitation s'est terminée le 16 mars 2013 conformément à la révision du calendrier[16].Les rames furent transférées a Nagano.
- Exploitation
  - Ligne Sōbu (entre la gare de Chiba et la gare de Chōshi)
  - Ligne Narita (entre la gare de Sakura et la gare de Matsugishi) ainsi qu'entre Narita et l'aéroport du même nom.
  - Ligne Sotobō
  - Ligne Uchibō
  - Ligne Tōgane

### Centre général des véhicules de Nagano (Région de Nagano)
- Couleur de la bande ■■

Véhicules affectés : 192 voitures
- Série 211-0 à six voitures, six formations soit 36 voitures (N601 - N606).
- Série 211-1000 à trois voitures, onze formations soit 33 voitures (formations N317 - N327).
- Série 211-2000 à six voitures, hui  formations soit 48 voitures (train N607 - N614).
- Série 211-3000 à trois voitures, 25 formations soit 75 voitures (formations N301 - N316, N331 - N339).

Pour le transfert à Nagano, des travaux de modification ont été effectués dans les centres9 généraux du matériel roulant d'Omiya, d'Akita et de Nagano. Les détails des travaux sont les suivants:
- La bande de couleur du corps a été changée en « couleur Nagano » : bleu avancé + vert rafraîchissant pour correspondre à la série 115 et à la série E127-100 de la région de Nagano.
- Une sablière appelé « New Jet » a été installé sur le bogie avant de la voiture de tête pour empêcher les roues de patiner.(Nagano est une zone très propice a la neige)
- Le dispositif de dételage automatique installé dans la voiture de tête a été supprimé pour tous les trains à six voitures (trains N601 - N614).
- Le dispositif de sécurité est passé d'une combinaison d'ATS-P et d'ATS-SN à une combinaison d' ATS-P et d'ATS-PN[17]
- Remplacement du pantographe par un modèle à un bras de type PS33E compatible avec les sections transversales étroites des tunnels.
- La capacité du système de chauffage a été augmentée puisque le train voyagera dans des régions froides

| Série 211-3000 N303 |  | Série 211-2000 N614 |  | Série 211-0 N601 |
| Série 211-3000 N303 |  | Série 211-2000 N614 |  | Série 211-0 N601 |

- Exploitation
  - Ligne principale Shin'etsu (entre la gare de Shinonoi et la gare de Nagano)
  - Ligne Shinonoi (toute la ligne)
  - Ligne principale Chūō (entre la gare de Tachikawa et la gare de Nakatsugawa)
  - Ligne Ōito (entre la gare de Matsumoto et la gare de Shinano Omachi)
  - Ligne Iida (entre la gare d'Iida et la gare de Tatsuno)
  - Ligne Fujikyuko (toute la ligne)

### Sangi Railways
- Couleur de la bande ■■

Véhicules affectés : 36 voitures 

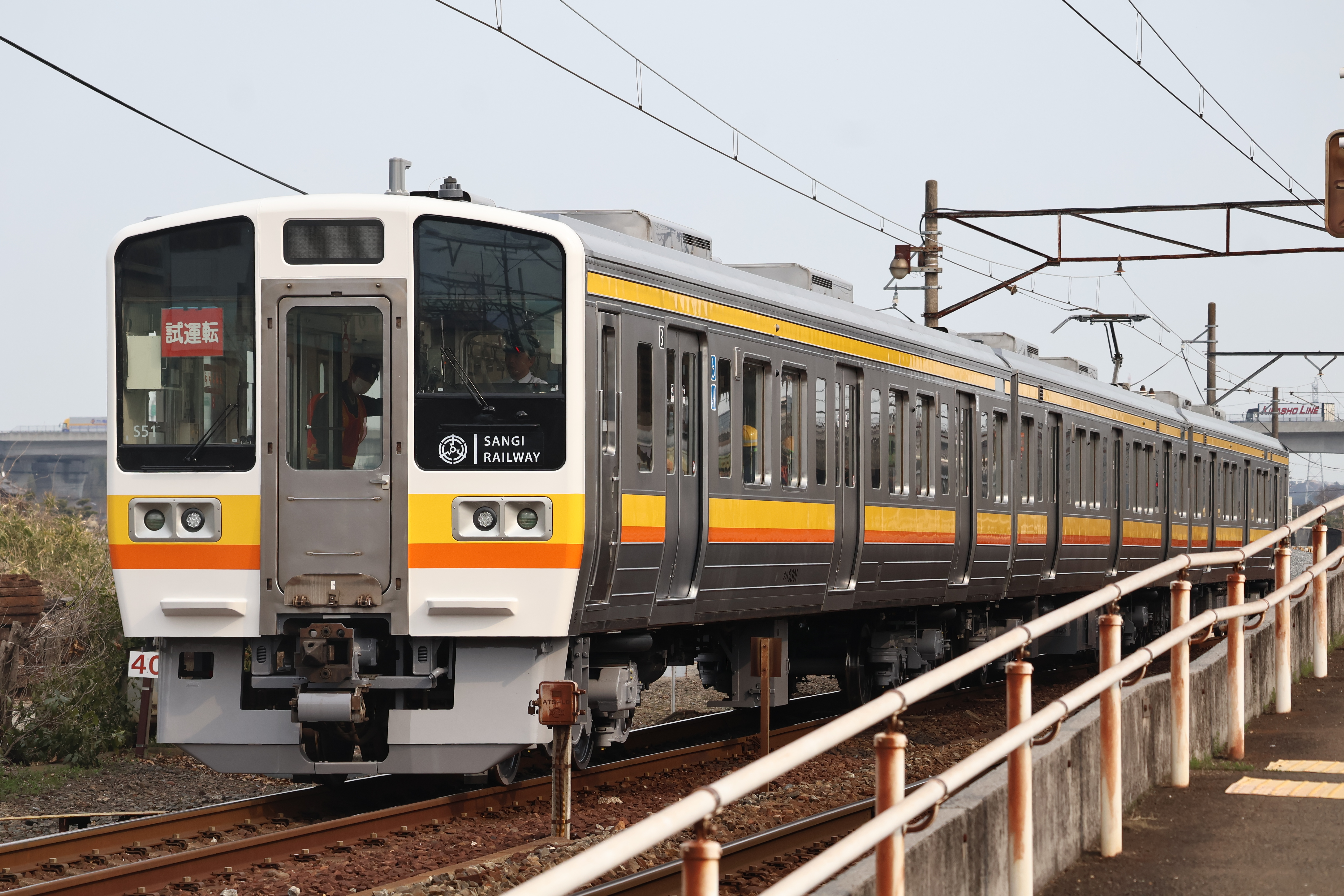
Une serie 211-5000 de Sangi Railways fraichement rénovée

- Série 211-5000 à 3 voitures, 5 formations soit 15 voitures (formations LL1 ,LL9, LL11,LL14,LL16).
- Série 211-5600 à 3 voitures, 7 formations soit 21 voitures (formations SS2 - SS3, SS7 - SS9 ,SS10 - SS11).

En 2024, JR Central a vendu à Sangi railways 36 voitures de la série 211 ( des séries 211-5000 et 211-5600 appartenant au dépôt JR de Shizuoka ). Parmi celles-ci, 24 voitures (8 rames) sont prévues pour le service. Après livraison, les travaux de modification suivants seront effectués. Il n'a pas été précisé, si une partie ou la totalité des 12 voitures restantes (4 rames) seront conservées pour pièces détachées , ou si elles seront démontées.
Les modifications sont :
- Modifications apportées à la moquette des sièges et à la surface du sol (renouvellement et nettoyage en profondeur)
- Éclairage intérieur à LED
- Installation d' écrans d'information voyageurs au-dessus des portes.
- Installation de dispositifs d'alerte d'urgence ( y compris dans les espaces réservés aux fauteuils roulants ).
- Installation de systèmes d'annonces automatiques avec guidage en anglais et mélodies embarquées.
- Nettoyage en profondeur des parties sous caisses.

Voici la liste des rames acquises:
*Trains LL série 211-5000 : 5 trains de trois voitures
- - Train LL1 (Kumoha 211-5011, Moha 210-5011, Kuha 210-5011)
  - Train LL9 (Kumoha 211-5027, Moha 210-5027, Kuha 210-5027)
  - Train LL11 (KuMoha 211-5030, Moha 210-5030, Kuha 210-5030)
  - Train LL14 (KuMoha 211-5036, Moha 210-5036, Kuha 210-5036)
  - Train LL16 (KuMoha 211-5039, Moha 210-5039, Kuha 210-5039)

- Trains SS série 211-5600 : 7 trains à trois voitures
  - Train SS11 (Kumoha 211-5617, Moha 210-5065, Kuha 210-5048)

- Exploitation

- - Ligne Sangi

### Ryutetsu
- Couleur de la bande

Véhicules affectés : 8 voitures
- Série 211-6000 à 2 voitures, 4 formations soit 8 voitures (formations GG5 - GG6, GG8 - GG9).

La compagnie Ryutetsu a décidé de remplacer ses vieilles rames issues de la Seibu par des rames plus récentes vendues par la JR Central.Ce choix peut se justifier par un système de contrôle de puissance simple et ancien (pas de VVVF qui nécessite de mettre a jour les systèmes électriques de la ligne),mais aussi l'abondance de pièces détachées , les séries 211 étant mises au rebut depuis plus de 10 ans et massivement par la JR Central ces dernières années (la série 311 partageant les caracteristiques aussi).
Fin Juin 2025 ,elles sont en cours de Livraison à la compagnie.
- Exploitation

- - Ligne Nagareyama (à venir)

## Modelisme
La serie 211 est produite dans différentes versions et différentes formations par les constructeurs de modèles réduits KATO et Tomix à l'échelle N et HO.

## Galerie photos

### Extérieur

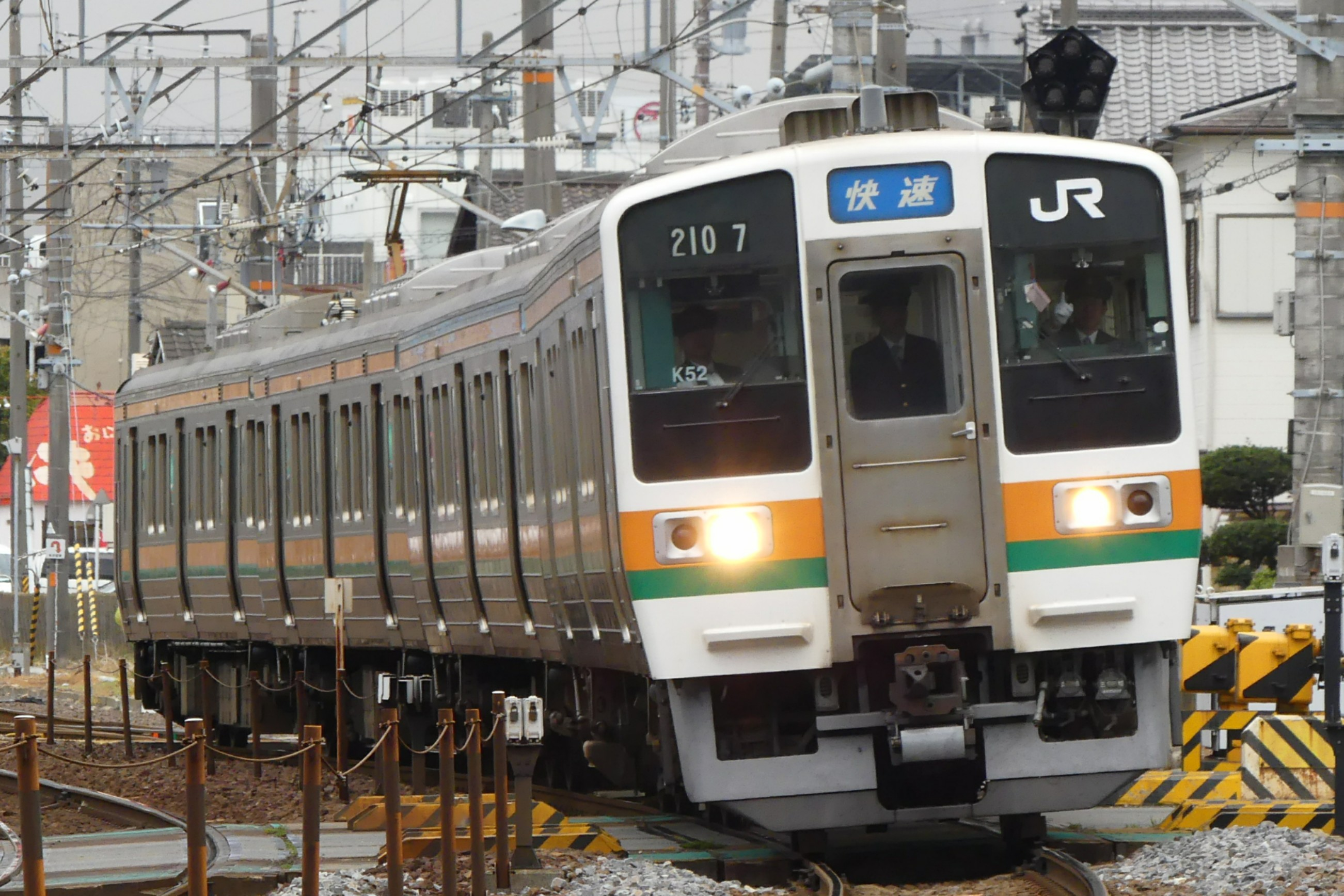
211-0 Formation supplementaire K52

### Intérieur

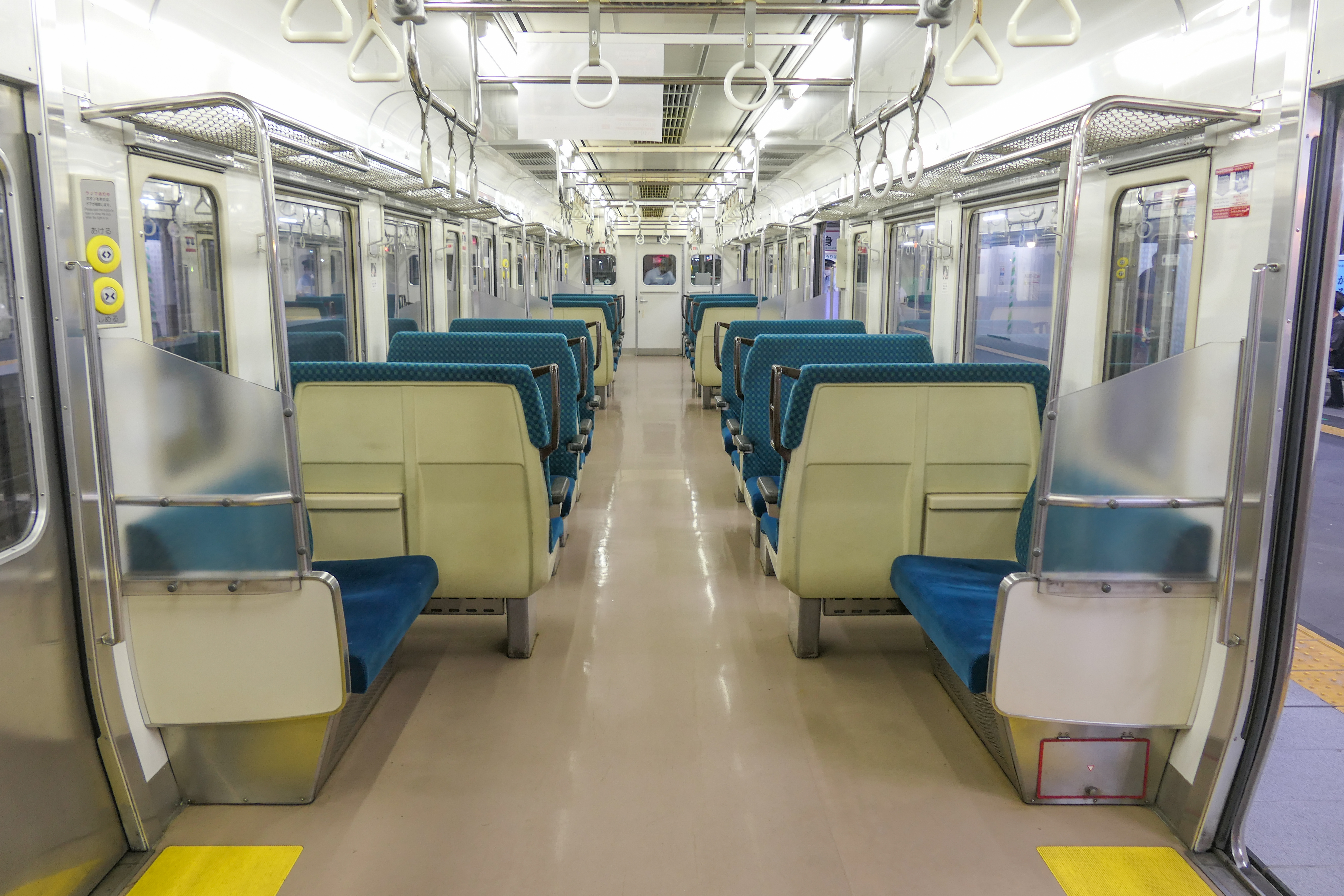
Intérieur série 211-0
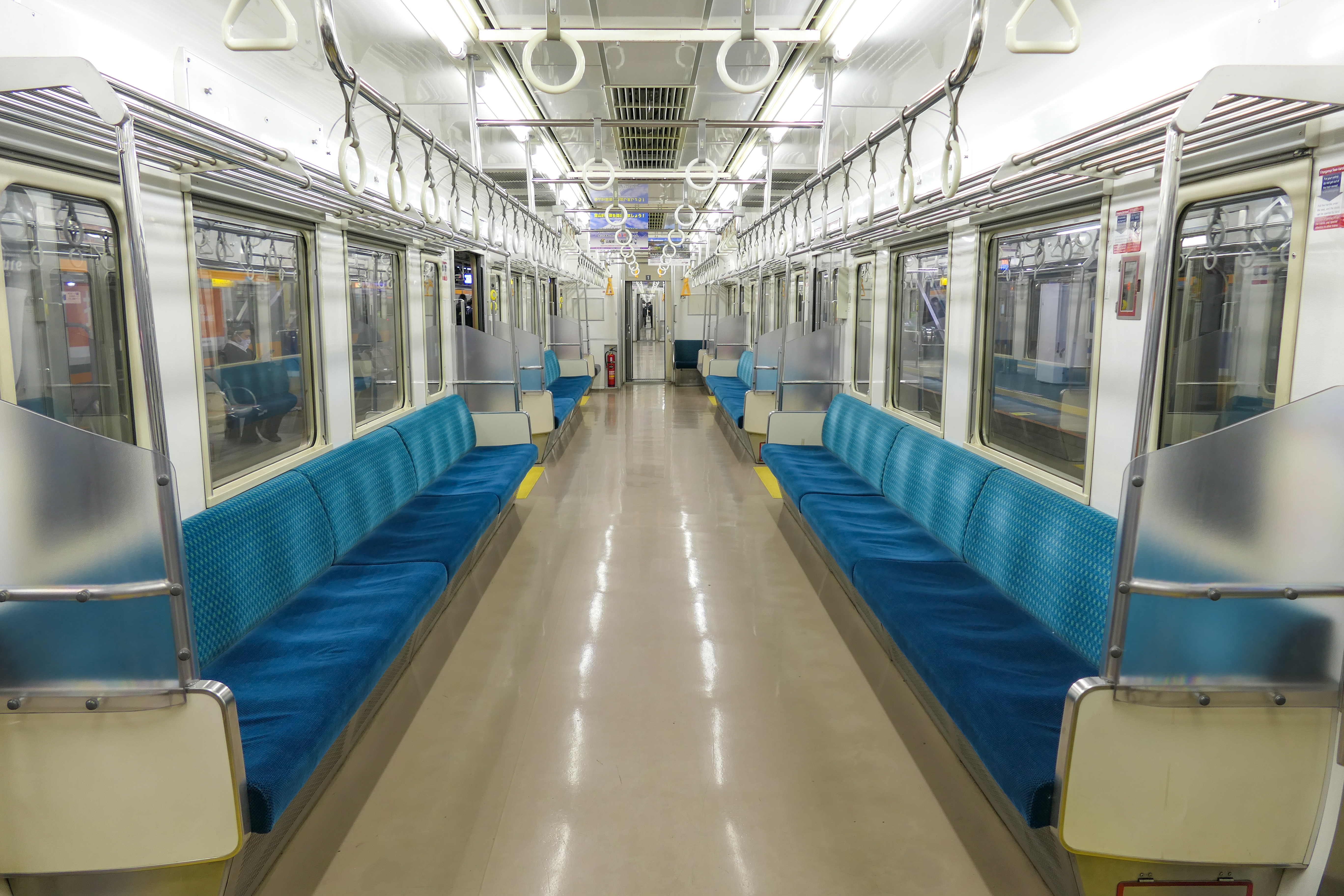
Intérieur série 211-2000 rénové
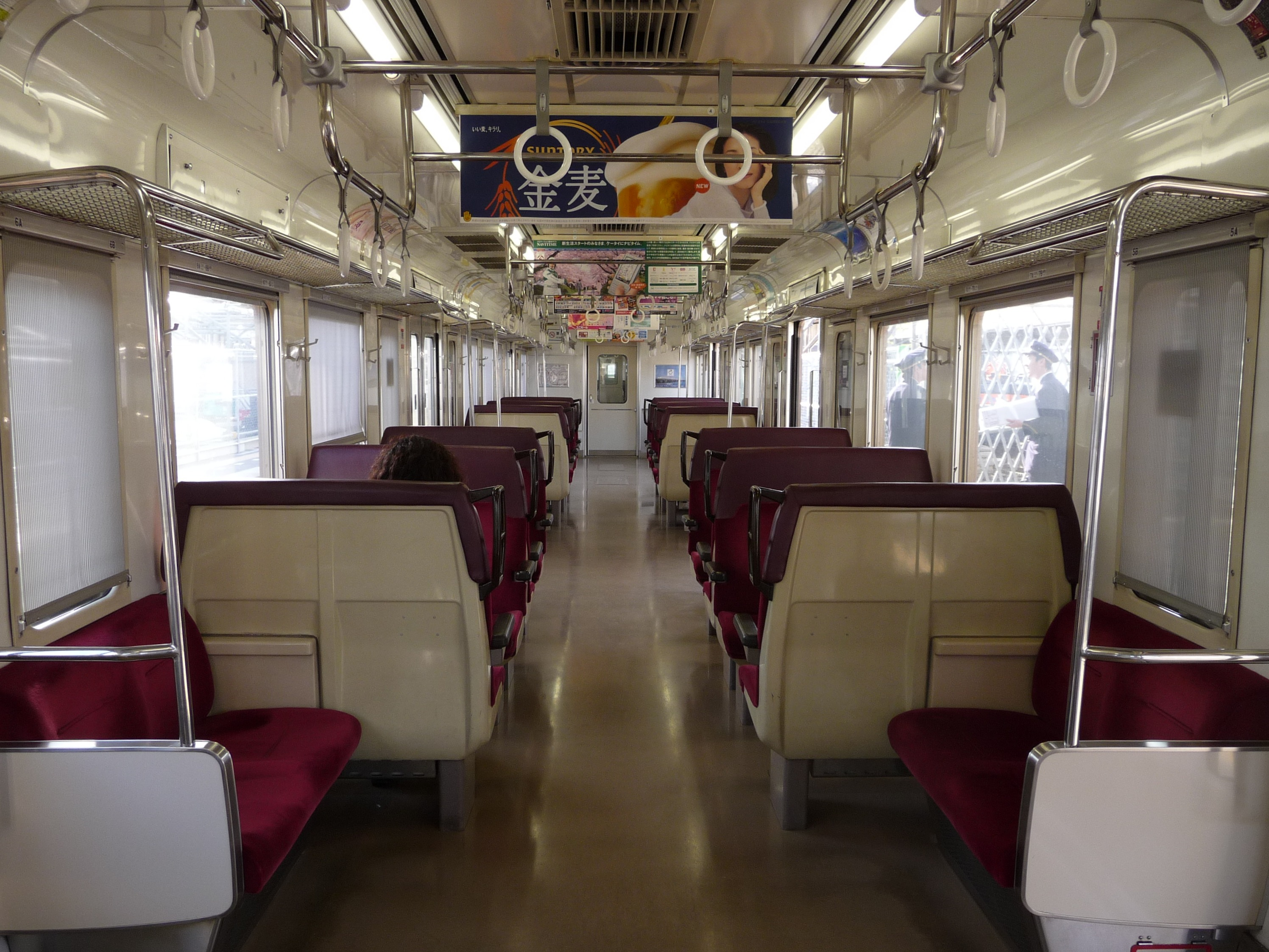
Intérieur série 211 JR Central
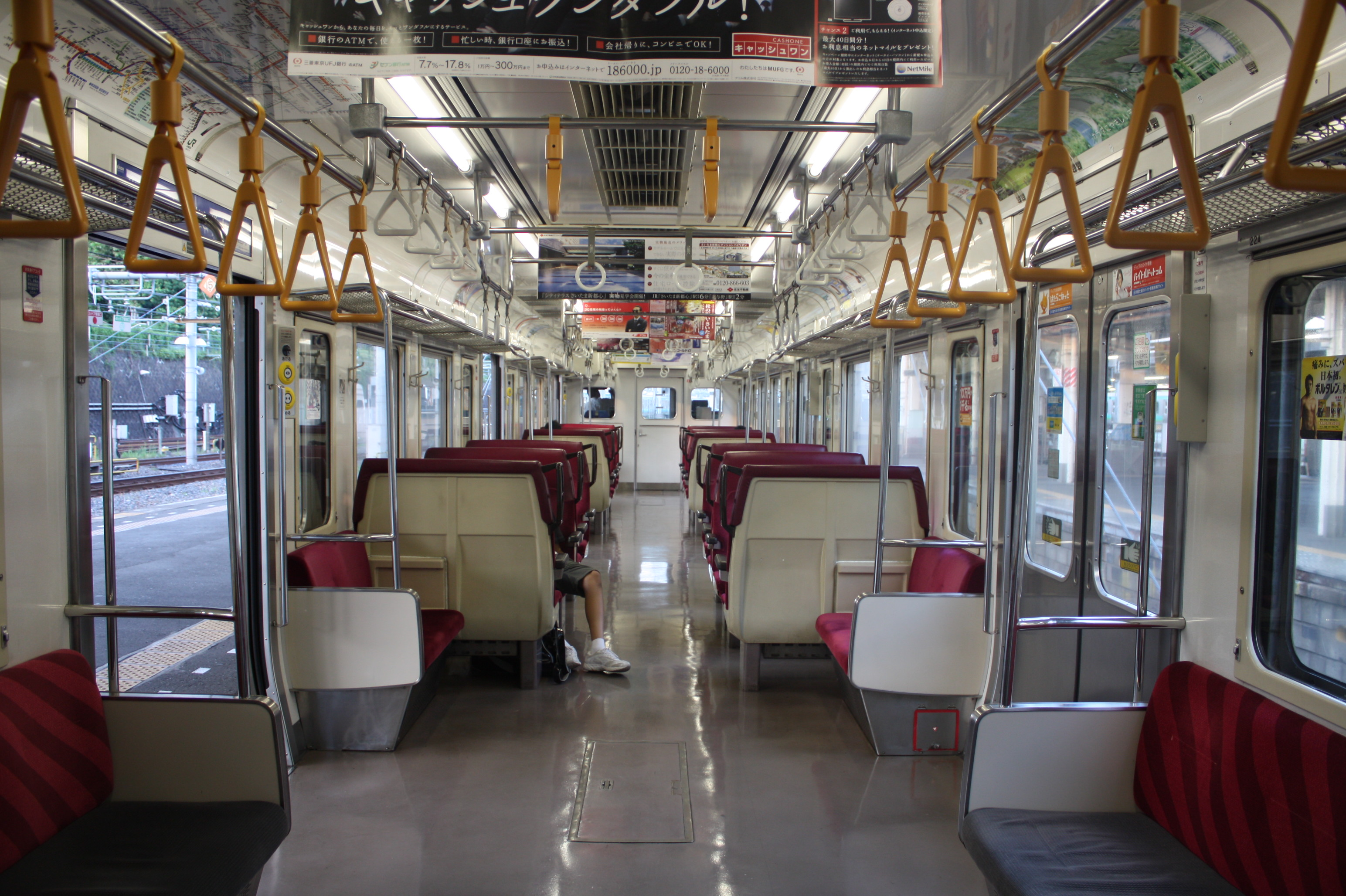
Intérieur série 211-1000
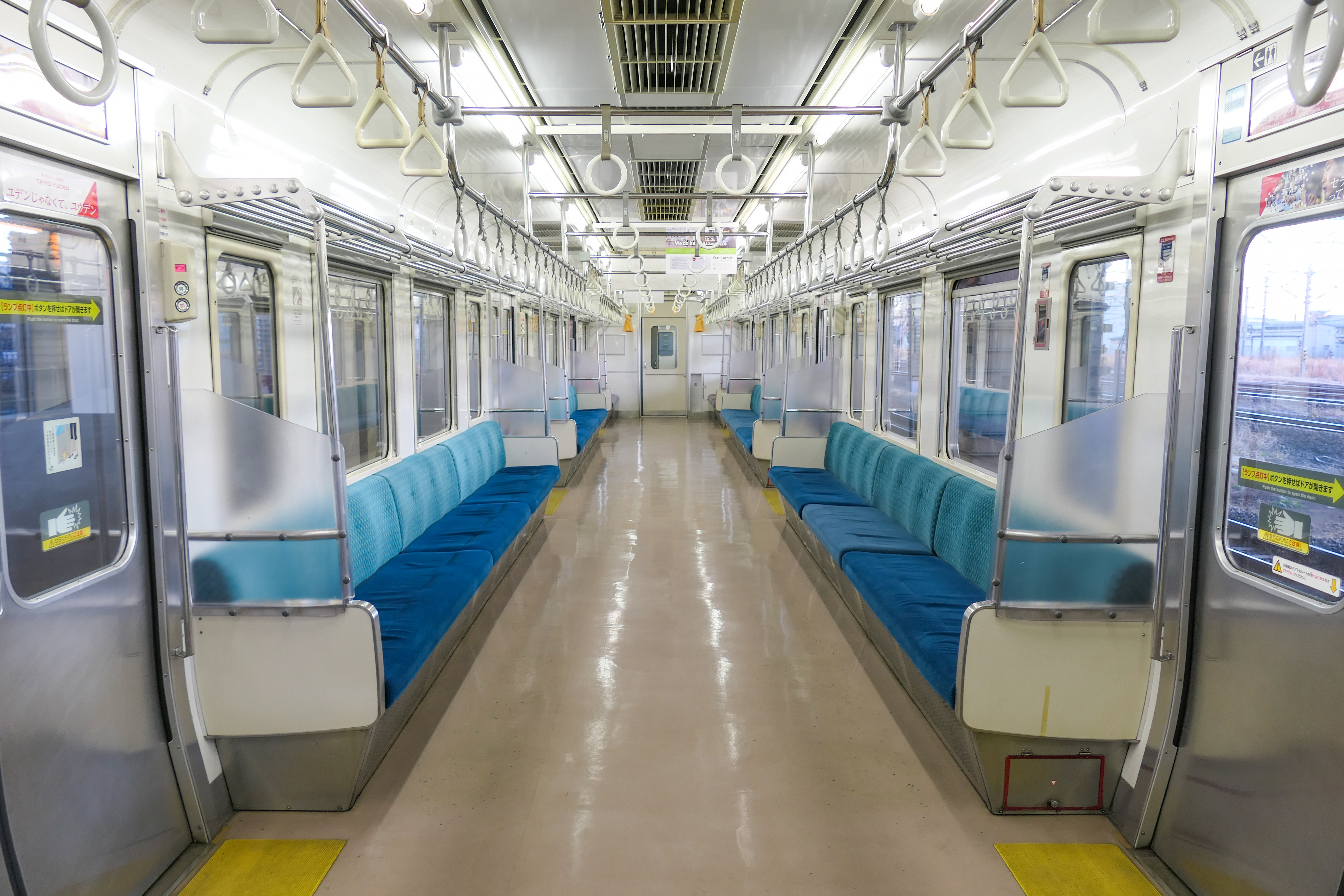
Intérieur série 211-3000 rénové